# Starchildren
Starchildren è un progetto parallelo creato da Billy Corgan, frontman dei The Smashing Pumpkins. Dal 1990 al 1994 la band suonò dal vivo in varie occasioni; in ogni concerto generalmente cambiava la composizione della band, con il solo Corgan come elemento fisso. La band ha pubblicato ufficialmente due canzoni, "Delusions of Candor", composizione originale dello stesso Corgan, e una cover di Isolation dei Joy Division.

## Discografia
- 1994 - Delusions of Candor